# ایوان پریتارگوف
ایوان پریتارگوف (بلغاری: Иван Николов Притъргов؛ ۱۵ سپتامبر ۱۹۵۲ – ۲۵ ژانویهٔ ۲۰۱۷) یک ورزشکار اهل بلغارستان بود.
از باشگاه‌هایی که در آن بازی کرده‌است می‌توان به باشگاه فوتبال بوتو پلوودیو و باشگاه فوتبال زسکا صوفیه اشاره کرد.
وی همچنین در تیم ملی فوتبال بلغارستان بازی کرده است.